# Pascal Mayer (biophysicien)
Pour les articles homonymes, voir Pascal Mayer.
Pascal Mayer est un biophysicien et chef d'entreprise français spécialisé dans les analyses biomoléculaires pour le diagnostic, la médecine prédictive et la découverte de médicaments.
Il est connu pour ses travaux ayant permis la mise au point d’une technologie de séquençage de nouvelle génération de l’ADN qui deviendra la base de la technologie Illumina, et pour laquelle il a été récompensé par le Breakthrough Prize 2022 dans la catégorie des sciences de la vie,. Il est actuellement président de la société Alphanosos.

## Biographie
Pascal Mayer est né en 1963 en Moselle, où il a grandi. Il est diplômé en 1988 d’un Master (DEA) en biologie moléculaire de l’université Louis Pasteur de Strasbourg, au sein de laquelle il obtient son doctorat en biophysique macromoléculaire en 1991.
Sa thèse est consacrée au développement d'un appareillage automatisé de mesure de la biréfringence électrique sur gel et à l'étude expérimentale de la dynamique de l'ADN pendant l'électrophorèse en champ pulsé.
De 1991 à 1994, il effectue un post-doctorat à l'Université d'Ottawa (Canada) dans lequel il démontre comment une nouvelle méthode de séparation de l'ADN en solution libre pourrait considérablement améliorer les méthodes de séquençage de l'ADN.
Au cours d’un second post-doctorat au sein du Centre de recherche Paul-Pascal du CNRS, de 1994 à 1996, il invente une méthode et écrit un logiciel pour analyser des images de vidéo-microscopie d'objets flous en mouvement (molécules d'ADN) à l'aide de cartes de corrélation spatio-temporelles.
Il rejoint en novembre 1996 le groupe GlaxoSmithKline à Genève, au sein duquel ses travaux permettent le dépôt des brevets dévoilant la nouvelle méthode de séquençage de l'ADN massif en parallèle, rachetés par la suite par la société britannique Solexa créée par Shankar Balasubramanian et David Klenerman dont la start-up est finalement rachetée par Illumina,,. Ces brevets ont permis la création d’une technique rapide, robuste et bon marché de séquençage de l'ADN (une journée et environ 600 dollars pour le re-séquençage d'un génome humain complet), aujourd'hui utilisée à grande échelle,,,. A ce titre, Pascal Mayer a reçu le Breakthrough Prize en 2022 dans la catégorie des sciences de la vie (aux côtés de ces deux britanniques) et le Prix Gairdner en 2024. Cette technologie a permis le séquençage rapide du SARS-CoV-2 (Covid-19) en 2020 et le suivi régulier des mutations génétiques des différents variants.
En 2014, il cofonde la société Alphanosos, située à Riom (Puy-de-Dôme). Les projets de la société incluent notamment le développement d'un traitement contre le Covid-19.

## Récompenses
- 2022 : Breakthrough Prize
- 2024 : Prix Gairdner